# Kowale (gromada w powiecie wieluńskim)
Kowale – dawna gromada, czyli najmniejsza jednostka podziału terytorialnego Polskiej Rzeczypospolitej Ludowej w latach 1954–1972.
Gromady, z gromadzkimi radami narodowymi (GRN) jako organami władzy najniższego stopnia na wsi, funkcjonowały od reformy reorganizującej administrację wiejską przeprowadzonej jesienią 1954 do momentu ich zniesienia z dniem 1 stycznia 1973, tym samym wypierając organizację gminną w latach 1954–1972.
Gromadę Kowale siedzibą GRN w Kowalach utworzono – jako jedną z 8759 gromad na obszarze Polski – w powiecie wieluńskim w woj. łódzkim, na mocy uchwały nr 40/54 WRN w Łodzi z dnia 4 października 1954. W skład jednostki wszedł obszar dotychczasowej gromady Kowale, a także wieś Aleksandrów z dotychczasowej gromady Aleksandrów oraz wieś Gana i parcelacja Zawisna z dotychczasowej gromady Gana ze zniesionej gminy Praszka w tymże powiecie. Dla gromady ustalono 19 członków gromadzkiej rady narodowej.
31 grudnia 1959 do gromady Kowale przyłączono obszary zniesionych gromad Przedmoście, Strojec i Wygiełdów oraz wieś, kolonię, parcelę i osadę kordonową Kik ze zniesionej gromady Wróblew, równocześnie przenosząc siedzibę GRN z Kowali do miasta Praszka.
31 grudnia 1961 do gromady Kowale przyłączono wieś Lachowskie i wieś Marki ze zniesionej gromady Wierzbie.
Gromada przetrwała do końca 1972 roku, czyli do kolejnej reformy gminnej.